# Mellszőrzet

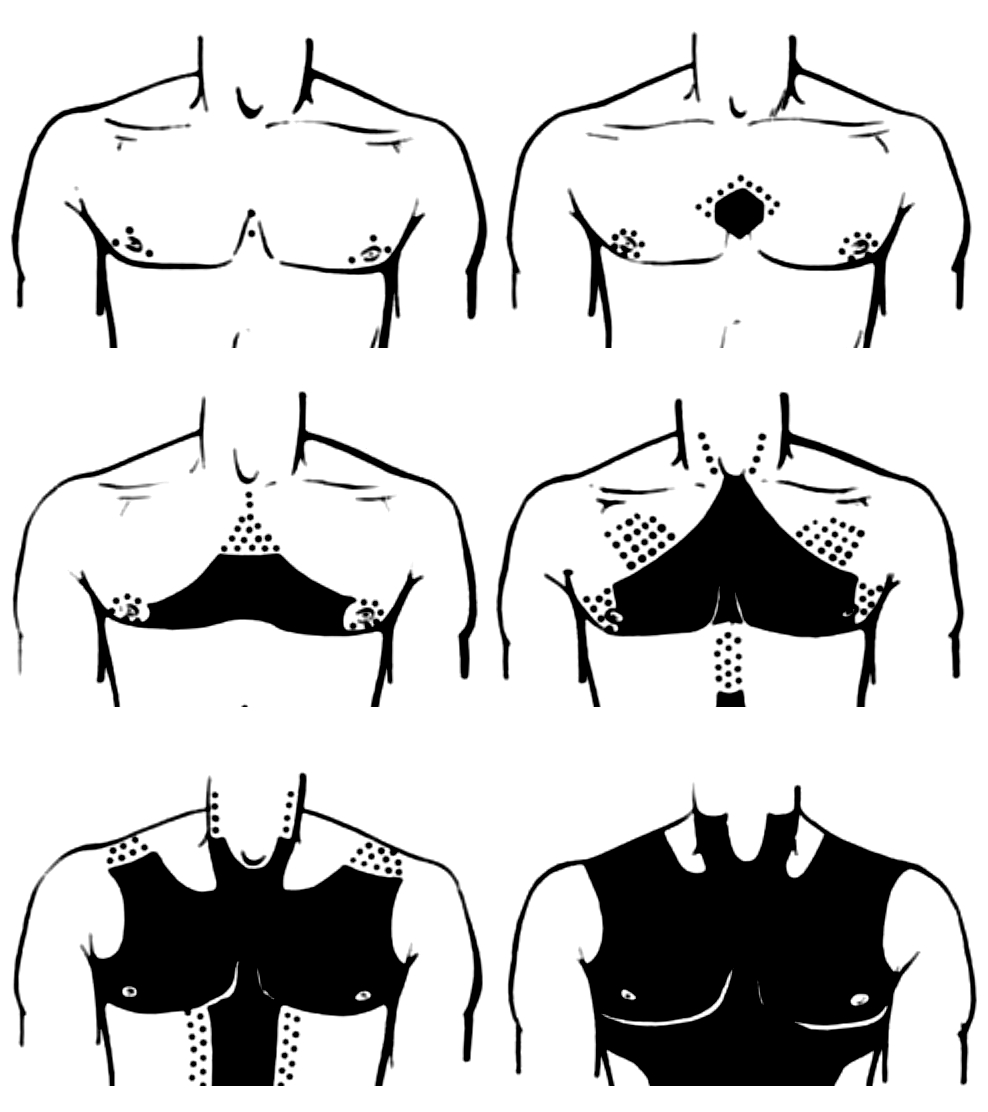
Növekedési fázisok

A mellszőrzet a férfiak mellkasán növekvő testszőrzet a nyak és a lágyék között. A mellszőrzet leggyakrabban a másodlagos nemi jellegek kialakulása során, tehát a pubertáskor alatt nő meg, mikor a férfiak férfiasabbá, míg a nők nőiesebbé válnak, de előfordulhat az is, hogy csak a pubertás után, 20-30 éves korban vagy még később alakul ki. 

## Jellegzetességei
Mennyisége és milyensége erősen eltérő. Elsődlegesen a gének felelősek kialakulásáért, illetve milyenségéért, de nagy szerepet játszik a hormonháztartás is, elsősorban az androgének (a tesztoszteronnak és származékainak) mennyisége a szervezetben.
Főleg a közel-keleti, európai és dél-ázsiai emberekre jellemző a szőrös mellkas, míg a más származású személyeknél (például afrikaiaknál, kelet-ázsiaiaknál) ritkábban fordul elő, illetve kisebb mennyiségben.[forrás?]